# Teofilato de Antioquia
Teofilato Bar Qanbara (séc. VIII, Harã, Califado Omíada - c. 751) foi patriarca melquita de Antioquia de 744/45 à 751.

## História
Segundo o cronista Teófanes, o Confessor, o califa Hixame, pouco antes de sua morte (ocorrida em 6 de fevereiro de 743), autorizou os cristãos melquitas a elegerem um patriarca de Antioquia, estando o trono então vago durante quarenta anos devido a um veto das autoridades muçulmanas. Não lhes deixou escolha: seria um certo Estêvão, um monge sírio que estava a seu favor, “certamente bastante inculto, mas piedoso”. Esta eleição foi a ocasião para o levantamento do veto muçulmano à presença de um patriarca melquita em Antioquia.
Estevão esteve no cargo por cerca de dois anos. Segundo Miguel, o Sírio, que reproduz para este período a Crônica de Dionísio de Tel Mare, Maruane II, logo após a sua ascensão (que ocorreu em 12 de dezembro de 744), impôs como patriarca melquita seu tesoureiro Teofilato Bar Qanbara. Este último obteve do califa “um édito e um exército” para perseguir os “maronitas”. Estes eram nomeadamente os monges do mosteiro de São Maron, perto de Hama: embora reconhecessem o Concílio de Calcedônia (e mesmo sendo na Síria os adversários tradicionais da Igreja Jacobita), não tinham admitido a teologia das duas naturezas de Cristo de Máximo, o Confessor, validado em Constantinopla pelo concílio ecumênico de 680; além disso, recitavam o Trisagion com a fórmula suspeita “quem foi crucificado por nós”. Segundo a mesma crônica, a doutrina do concílio de 680 só tinha sido introduzida na Síria a partir de 727, por prisioneiros bizantinos de muçulmanos, e tinha causado um cisma entre os cristãos "calcedônios". Esta foi a origem da divisão na Síria entre a Igreja “Melquita” e a Igreja Maronita.
Parece que este patriarca de Antioquia se correspondia com o Papa Zacarias. Permaneceu no cargo por sete anos e foi substituído por um certo Teodoro por volta de 751.
| Precedido por Estêvão | Patriarca de Antioquia (grego) 744-750 | Sucedido por Teodoro |